# Desa Buninagara (administrativ by i Indonesien, lat -7,02, long 107,50)
Desa Buninagara är en administrativ by i Indonesien.   Den ligger i provinsen Jawa Barat, i den västra delen av landet, 110 km sydost om huvudstaden Jakarta.